# CD6
En inmunología se denomina CD6 (del inglés cluster of differentiation) a un tipo de antígeno CD propio del sistema inmune de mamíferos. Se caracteriza por poseer un peso molecular de 100-130 kDa y su naturaleza bioquímica lo encuadra dentro de la familia de receptores basurero. Su función biológica en la célula es: unirse específicamente a CD166. Se expresa específicamente en timocitos, células T y células B en pacientes de leucemia linfática crónica.

## Enlaces a bibliografía científica
- Aruffo A, Melnick MB, Linsley PS, Seed B (1991). «The lymphocyte glycoprotein CD6 contains a repeated domain structure characteristic of a new family of cell surface and secreted proteins.». J. Exp. Med. 174 (4): 949-52. PMID 1919444.
- Swack JA, Mier JW, Romain PL, et al. (1991). «Biosynthesis and post-translational modification of CD6, a T cell signal-transducing molecule.». J. Biol. Chem. 266 (11): 7137-43. PMID 2016320.
- Tsuge I, Utsumi KR, Ueda R, et al. (1985). «Assignment of gene coding human T-cell differentiation antigen, Tp120, to chromosome 11.». Somat. Cell Mol. Genet. 11 (3): 217-22. PMID 3923629.
- Hassan NJ, Simmonds SJ, Clarkson NG, et al. (2006). «CD6 regulates T-cell responses through activation-dependent recruitment of the positive regulator SLP-76.». Mol. Cell. Biol. 26 (17): 6727-38. PMID 16914752. doi:10.1128/MCB.00688-06.
- Sarrias MR, Farnós M, Mota R, et al. (2007). «CD6 binds to pathogen-associated molecular patterns and protects from LPS-induced septic shock.». Proc. Natl. Acad. Sci. U.S.A. 104 (28): 11724-9. PMID 17601777. doi:10.1073/pnas.0702815104.

- Datos: Q21113034